# I'm Not Dead
I'm Not Dead è il quarto album della cantante pop statunitense Pink. È stato pubblicato nella primavera 2006.
Pink lavorò a I'm Not Dead con i produttori Max Martin, Billy Mann, Christopher Rojas, Butch Walker, Lukasz Gottwald e Josh Abraham.
Si tratta di un album pop e pop rock con elementi di musica acustica, folk rock, hard rock, power pop, new wave, hip hop, dance e musica elettronica.
Il titolo dell'album, traducibile in "non sono morta", è un riferimento della cantante all'"essere viva e festosa, non starmene zitta e buona anche se gli altri mi vorrebbero così", ma anche alle responsabilità della vita adulta e alla consapevolezza di quanto avviene nel mondo attorno a lei.
Dall'album sono stati estratti ben sette singoli: Stupid Girls, Who Knew, U + Ur Hand, Nobody Knows, Dear Mr. President, Leave Me Alone (I'm Lonely) e 'Cuz I Can. 
L'album arrivò in vetta alle classifiche Australia, Austria, Germania, Nuova Zelanda e Svizzera.

## Tracce
Edizione statunitense
1. Stupid Girls – 3:16 (Pink, Billy Mann, Robin Mortensen Lynch)
2. Who Knew – 3:28 (Pink, Lukasz Gottwald, Max Martin)
3. Long Way To Happy – 3:49 (Pink, Butch Walker)
4. Nobody Knows – 3:57 (Pink, Billy Mann)
5. Dear Mr. President (feat. Indigo Girls) – 4:33 (Pink, Billy Mann)
6. I'm Not Dead – 3:45 (Pink, Billy Mann)
7. 'Cuz I Can – 3:43 (Pink, Lukasz Gottwald, Max Martin)
8. Leave Me Alone (I'm Lonely) – 3:18 (Pink, Billy Mann)
9. U + Ur Hand – 3:34 (Pink, Rami, Lukasz Gottwald, Max Martin)
10. Runaway – 4:22 (Pink, Billy Mann)
11. The One That Got Away – 4:42 (Pink, Billy Mann)
12. I Got Money Now – 3:53 (Pink, Mike Elizondo)
13. Conversations With My 13 Year Old Self – 3:48 (Pink, Billy Mann)
14. I Have Seen The Rain (feat. Jim Moore) – 3:29 (Jim Moore, Pink)

Edizione internazionale
1. Fingers – 4:11 (Pink, Billy Mann, Christopher Rojas)
2. I Have Seen The Rain (feat. Jim Moore) – 3:29 (Jim Moore, Pink)

Edizione britannica e giapponese
1. Fingers – 4:11 (Pink, Billy Mann, Christopher Rojas)
2. Centerfold – 3:18 (Pink, Greg Kurstin, Cathy Dennis)
3. I Have Seen The Rain (feat. Jim Moore) – 3:29 (Jim Moore, Pink)

Edizione australiana (CD)
1. Fingers – 4:11 (Pink, Billy Mann, Christopher Rojas)
2. Who Knew (The Bimbo Jones Radio Edit) – 3:27 (Pink, Rami, Lukasz Gottwald, Max Martin)
3. U + Ur Hand (BeatCult Remix) – 6:40

Edizione australiana (DVD)
1. Stupid Girls
2. Who Knew
3. U + Ur Hand
4. Nobody Knows
5. Leave Me Alone (I'm Lonely)
6. Dear Mr. President
7. The Making of the Video: Stupid Girls
8. The Making of the Video: U + Ur Hand

Edizione americana deluxe (CD)
1. I Have Seen The Rain (feat. Jim Moore) – 3:29 (Jim Moore, Pink)
2. Heartbreaker – 3:08 (Pink, Kara DioGuardi, Greg Wells)
3. Fingers – 4:11 (Pink, Billy Mann, Christopher Rojas)
4. Centerfold – 3:18 (Pink, Greg Kurstin, Cathy Dennis)
5. Who Knew (The Bimbo Jones Radio Edit) – 3:52 (Pink, Rami, Lukasz Gottwald, Max Martin)

Edizione americana deluxe (DVD)
1. The Making of the Video: Stupid Girls
2. Stupid Girls
3. The Making of the Video: U + Ur Hand
4. U + Ur Hand
5. Who Knew
6. Nobody Knows
7. U + Ur Hand (Live From Wembley Arena - London, England)
8. Who Knew (Live From Wembley Arena - London, England)
9. Dear Mr. President (Live From Wembley Arena - London, England)
10. Just Like A Pill (Live From Wembley Arena - London, England)
11. Dear Mr. President (feat. Indigo Girls) (In-Studio Performance)

## Classifiche

### Classifiche settimanali
| Classifiche (2006) | Posizione massima |
| ------------------ | ----------------- |
| Australia          | 1                 |
| Austria            | 1                 |
| Belgio (Fiandre)   | 3                 |
| Belgio (Vallonia)  | 8                 |
| Canada             | 2                 |
| Danimarca          | 13                |
| Finlandia          | 3                 |
| Francia            | 7                 |
| Germania           | 1                 |
| Irlanda            | 9                 |
| Italia             | 31                |
| Norvegia           | 4                 |
| Nuova Zelanda      | 1                 |
| Paesi Bassi        | 5                 |
| Portogallo         | 28                |
| Regno Unito        | 3                 |
| Spagna             | 73                |
| Stati Uniti        | 6                 |
| Svezia             | 7                 |
| Svizzera           | 1                 |

### Classifiche di fine anno
| Classifica (2006) | Posizione |
| ----------------- | --------- |
| Australia         | 2         |
| Austria           | 9         |
| Belgio (Fiandre)  | 33        |
| Belgio (Vallonia) | 86        |
| Finlandia         | 12        |
| Francia           | 46        |
| Germania          | 9         |
| Regno Unito       | 9         |
| Stati Uniti       | 130       |
| Svezia            | 19        |
| Svizzera          | 8         |
| Classifica (2007) | Posizione |
| Australia         | 2         |
| Austria           | 10        |
| Belgio (Fiandre)  | 32        |
| Francia           | 49        |
| Germania          | 7         |
| Nuova Zelanda     | 10        |
| Regno Unito       | 46        |
| Stati Uniti       | 96        |
| Svizzera          | 22        |
| Classifica (2008) | Posizione |
| Australia         | 36        |
| Classifica (2009) | Posizione |
| Australia         | 24        |

### Classifiche di fine decennio
| Classifica (2000-09) | Posizione |
| -------------------- | --------- |
| Australia            | 3         |
| Austria              | 12        |

### Classifiche di tutti i tempi
| Classifica (1973-2022) | Posizione |
| ---------------------- | --------- |
| Austria                | 53        |
| Svizzera               | 45        |